# ハコビジョン
ハコビジョンとはバンダイより発売されている食玩のシリーズ。

## 概要
粒ガム1つと、「フィギュア」と呼ばれる動画を映し出す背景となるパーツ、樹脂製のクリアプレートがセットになっている。付録玩具には、建物などに立体映像を投影する「プロジェクションマッピング」技術が用いられている。
プロジェクションマッピングには、フィギュアとクリアプレート、パッケージと、対応のスマートフォンを用いる。対応スマートフォンはiPhone/Androidの一部機種。映し出す映像はYouTubeにあるものを用いるため、ある程度以上の通信速度を有する通信環境が必要。映像は箱に記載された二次元バーコードをスマートフォンで読み込むか、URLを入力することで取り込む。
パッケージを加工した上部が開いている約8.5センチ四方の箱にフィギュアとクリアプレートをセットし、上にスマートフォンを置いて、動画を再生する。クリアプレートがハーフミラーとなり動画が投影され、背景のフィギュアと合わさった映像を浮かび上がらせる。
2014年6月に一般社団法人日本玩具協会主催による「日本おもちゃ大賞2014」にて、イノベイティブ・トイ部門大賞を受賞した。

## シリーズ
- 東京駅ミチテラス2012/TOKYO HIKARI VISION（2014年1月27日発売）
- 東京国立博物館/KARAKURI（2014年1月27日発売）
- MOBILE SUIT GUNDAM（全2種）（2014年4月14日発売）
- 初音ミク（全2種）（2014年8月11日発売）
- ラブライブ!（全9種）（2015年4月27日発売）

### 限定版
- GUNDAM in DAIBA（2014年3月20日発売）
一部店舗限定発売。
- アイカツ! LIVE☆イリュージョン（2014年8月16日発売）
プレミアムバンダイ通販ほか一部店舗限定発売。
- 初音ミク コンプリートボックス（2014年9月19日発売）
食玩2個セット。オリジナルパンフレット・限定CGブロマイド2枚同梱。
- ワンス・アポン・ア・タイム（2015年3月21日発売）
東京ディズニーランド限定発売。本品は『ハコビジョン』を冠しているが、発売はバンダイではなく、オリエンタルランドが関与している。通常のハコビジョンとは異なり、プラスチック製の箱とシンデレラ城のフィギュア、クリアプレートが入っており、ガムは入っていない。映像は通常のショーを編集したものであり、実際のショーとは異なる。